# Fien Aerts
Fien Aerts is een personage uit de Vlaamse ziekenhuisserie Spoed dat werd gespeeld door Anneke De Keersmaeker. Ze was een vast personage van 2000 tot 2002 en maakte nog een aantal gastoptredens in 2003.

## Personage
Fien Aerts begint op de spoeddienst als verpleegster in seizoen 2. Ze krijgt onmiddellijk veel aandacht van verpleger Bob Verly, de vriend van dokter Barbara Dufour. Fien wordt verliefd op dokter Jos Blijlevens. In het begin kent hun relatie enkele problemen, maar die raken opgelost.
Fien was een vaste verpleegster in het team tot seizoen 4. Nadat ze een hernia had opgelopen, werd ze echter overgeplaatst naar de kinderafdeling. Vanaf dan komt ze slechts af en toe nog in beeld. Zo gaat ze bijvoorbeeld in seizoen 5 samen met Marijke Willems en Babs naar Oekraïne om zieke hartpatiëntjes naar België te halen voor een operatie. Bij haar terugkeer wil Fien graag met Jos trouwen, maar dat ziet hij niet zitten. Zelfs als ze hem vertelt dat ze zwanger is, houdt hij de boot af en zegt hij dat hij nog geen kinderen wil. Fien heeft het niet gemakkelijk met Jos, zeker niet als blijkt dat hij haar, tijdens haar zwangerschap, bedriegt met Melinda De Cock. Als Fien een paar maanden later hoogzwanger iets wil repareren in haar huis, verwondt ze zich. Jos is op dat moment op de vrijgezellenfuif van Luc en raast onmiddellijk naar het AZ wanneer hij het nieuws verneemt. Ze moet onmiddellijk bevallen. Gelukkig gaat alles goed en bevalt Fien onder begeleiding van Jos, Babs en dokter Hofkens van een gezonde dochter: Josefien. Vanaf dan lijkt Jos toch definitief voor haar en zijn kind te kiezen, al blijft trouwen toch een hekel punt voor Jos.

### Vertrek
Op het huwelijk van Luc Gijsbrecht en Marijke Willems wordt een aanslag gepleegd, waarbij ambulancier Cisse om het leven komt. Wanneer een paar dagen later de man die Cisse's dood op zijn geweten had een hartaanval kreeg, kreeg Fiens vriend Jos Blijlevens de opdracht om hem te verzorgen, maar laat hem uit wraak aan zijn lot over. Hij beseft nadien dat hij een zware medische fout gemaakt heeft en neemt ontslag. In het begin van seizoen 6 blijkt dat Fien samen met hem haar ontslag met onmiddellijke ingang heeft gegeven. Ze heeft dan ook besloten samen met Jos en hun dochtertje naar Rwanda te trekken, om er te gaan werken voor een project van de Rwandese regering.
Fien kwam voor het laatst in beeld na haar bevalling in aflevering 125.

## Familie
- Jos Blijlevens (partner)

- Josefien Blijlevens (dochter met Jos)